# Ковале (Нижньосілезьке воєводство)
Ковале (пол. Kowale, нім. Kawallen) — село в Польщі, у гміні Оборники-Шльонські Тшебницького повіту Нижньосілезького воєводства.
Населення — 351 особа (2011).
У 1975-1998 роках село належало до Вроцлавського воєводства.

## Демографія
Демографічна структура станом на 31 березня 2011 року:
|          | Загалом | Допрацездатний вік | Працездатний вік | Постпрацездатний вік |
| -------- | ------- | ------------------ | ---------------- | -------------------- |
| Чоловіки | 172     | 36                 | 127              | 9                    |
| Жінки    | 179     | 40                 | 105              | 34                   |
| Разом    | 351     | 76                 | 232              | 43                   |